# George Smith (athlétisme)
Pour les articles homonymes, voir George Smith et Smith.
George Smith (1876 - 14 janvier 1915) fut un ancien tireur à la corde britannique. Il a participé aux Jeux olympiques de 1908 avec l'équipe britannique de tir à la corde "Liverpool Police" et remporta une médaille d'argent.